# Христо Димчев
Христо Димчев Наумов е български юрист и общественик от първата половина на XX век.

## Биография
Роден е в 1887 година в българския македонски град Прилеп, Османска империя. Завършва Кюстендилското педагогическо училище. Завършва в 1907 година право в Женевския университет. Учи в Нюшатъл и завършва френска филология в Дижон.
Работи като мирови съдия и учител в Годеч и като учител по френски в Сливен, Казанлък, Стара Загора и Кюстендил (1914 – 1942).
Под въздействието на идеите на Огюст Форел, Димчев е деец на въздържателното движение в България. В 1919 година организира в Кюстендил ученическо въздържателско дружество „Воля“. Уволняван е като комунист. След Деветосептемврийския преврат работи в Кюстендилската девическа гимназия до пенсионирането си.
Христо Димчев умира на 27 февруари 1963 година в Кюстендил.